# Jan Demeter
Jan Demeter (ur. 29 listopada 1895 w Krakowie, zm. 17 sierpnia 1920 pod Zadwórzem) – oficer kawalerii cesarsko-królewskiej Obrony Krajowej i Wojska Polskiego w II Rzeczypospolitej, kawaler Orderu Virtuti Militari.

## Życiorys
Urodził się w Krakowie w rodzinie Jana i Marii ze Śmietańskich. W 1914 podjął studia na Politechnice Lwowskiej. W 1915 powołany do cesarsko-królewskiej Obrony Krajowej i skierowany do 1 pułku ułanów Obrony Krajowej. Walczył na froncie rosyjskim. Na stopień podporucznika został mianowany ze starszeństwem z 1 lutego 1917. 1 listopada 1918 został mianowany porucznikiem.
11 listopada 1918 wstąpił do odrodzonego Wojska Polskiego. Brał udział w wyzwalaniu Lwowa, w ramach Grupy Operacyjnej płk. Władysława Sikorskiego dowodził 3. kompanią, a na froncie ukraińskim pełnił obowiązki dowódcy III batalionu 16 pułku piechoty. Walczył na odcinku Harajca, a w czerwcu 1919 w bitwach pod Uhercami i Gołogórami. Od lipca 1920 dowodził 2. kompanią batalionu piechoty Detachement rtm. Abrahama. Poległ 17 sierpnia 1920 w czasie bitwy pod Zadwórzem. Za czyny bojowe odznaczony pośmiertnie Krzyżem Srebrnym Orderu Virtuti Militari. Pochowany został na cmentarzu Obrońców Lwowa. 14 października 1920 roku został pośmiertnie zatwierdzony z dniem 1 kwietnia 1920 roku w stopniu rotmistrza, w kawalerii, w grupie oficerów byłej armii austriacko-węgierskiej.

## Ordery i odznaczenia
- Krzyż Srebrny Orderu Wojskowego Virtuti Militari (nr 5257) – pośmiertnie 19 lutego 1921[5]
- Krzyż Niepodległości – pośmiertnie 4 listopada 1933 „za pracę w dziele odzyskania niepodległości”[6]
- Krzyż Walecznych (czterokrotnie)[1]
- Signum Laudis Brązowy Medal Zasługi Wojskowej z mieczami na wstążce Krzyża Zasługi Wojskowej[2]
- Srebrny Medal Waleczności 1 klasy[2]
- Srebrny Medal Waleczności 2 klasy[2]